# CONCACAF Champions' Cup 1967
La CONCACAF Champions' Cup 1967 è stata la 3ª edizione della massima competizione calcistica per club centro-nordamericana.

## Risultati

### Zona Nord America
- Philadelphia Ukrainians unica iscritta.

### Zona Centro America

#### Primo turno
| Squadra 1 | Totale | Squadra 2          | Gara 1 | Gara 2 | Gara 3 |
| --------- | ------ | ------------------ | ------ | ------ | ------ |
| Alianza   | 10 - 3 | Flor de Caña       | 8 - 0  | 2 - 3  | -      |
| Olimpia   | 1 - 3  | Juventud Retalteca | 1 - 0  | 0 - 1  | 0 - 2  |

#### Secondo turno
| Squadra 1 | Totale | Squadra 2          | Gara 1 | Gara 2 | Gara 3 |
| --------- | ------ | ------------------ | ------ | ------ | ------ |
| Alianza   | 2 - 1  | Juventud Retalteca | 0 - 0  | 1 - 1  | 1 - 0  |

### Play-off interzona Centro-Nord America
| Squadra 1 | Totale | Squadra 2               | Andata | Ritorno |
| --------- | ------ | ----------------------- | ------ | ------- |
| Alianza   | 3 - 1  | Philadelphia Ukrainians | 2 - 1  | 1 - 0   |

### Zona Caraibi
Tutti gli incontri si sono disputati fra il 22 e il 30 gennaio 1968, al National Stadium di Kingston.
| Pos. | Squadra          | Pt | G | V | N | P | GF | GS | DR |
| ---- | ---------------- | -- | - | - | - | - | -- | -- | -- |
| 1.   | Jong Colombia    | 7  | 4 | 3 | 1 | 0 | 10 | 1  | +9 |
| 2.   | Regiment         | 5  | 4 | 2 | 1 | 1 | 5  | 7  | -2 |
| 3.   | Regiment         | 4  | 4 | 2 | 0 | 2 | 5  | 6  | -1 |
| 4.   | Somerset Trojans | 2  | 4 | 1 | 0 | 3 | 8  | 8  | 0  |
| 5.   | RC Haïtien       | 2  | 4 | 1 | 0 | 3 | 3  | 9  | -6 |

### Finale

#### Andata
| 17 marzo 1968                                                 | Jong Colombia | 2 – 1  | Alianza |  |
| \| \| \| \| \| Obispo W. Constancia \| Marcatori \| Flores \| |               |        |         |  |
|                                                               |               |        |         |  |
| Obispo W. Constancia                                          | Marcatori     | Flores |         |  |

#### Ritorno
| 19 marzo 1968                                         | Alianza   | 3 – 0 | Jong Colombia |  |
| \| \| \| \| \| Salas Jacques Tapia \| Marcatori \| \| |           |       |               |  |
|                                                       |           |       |               |  |
| Salas Jacques Tapia                                   | Marcatori |       |               |  |

Poiché il regolamento non contemplava il computo delle reti segnate, si è proceduto alla disputa di uno spareggio.

#### Spareggio
| San Salvador 24 marzo 1968 | Alianza   | 5 – 3                                                | Jong Colombia | Stadio Nazionale |
| \| \| \| \| \| Flores 13’, 85’ Tapia 43’, 52’ Jacques 49’ \| Marcatori \| 7’ J. Constancia 65’ E. Constancia 75’ W. Constancia \| |           |                                                      |               |                  |
| |           |                                                      |               |                  |
| Flores 13’, 85’ Tapia 43’, 52’ Jacques 49’                                                                                        | Marcatori | 7’ J. Constancia 65’ E. Constancia 75’ W. Constancia |               |                  |